# 高花街道
高花街道，是中华人民共和国辽宁省沈阳市铁西区下辖的一个乡镇级行政单位。

## 行政区划
高花街道下辖以下地区：
高花社区、高花村、小高花村、青台泡村、南荒村、沙河村、东狼村、西狼村、车家村、夏家村、张福安村、林台村、岳家村和前马村。